# Paroles... Paroles...
Paroles… Paroles… est une chanson interprétée par Dalida et Alain Delon.
Elle est la version française de la chanson italienne "Parole parole" (Mina, 1972, écrite par Leo Chiosso, Giancarlo Del Re, Gianni Ferrio)
Elle est sortie le 17 janvier 1973 en tant que le premier extrait de son prochain album Julien.... Les paroles décrivent la conversation d'un homme offrant à une femme « des caramels, des bonbons et des chocolats » suivie d'une pluie de compliments, à ce qu'elle dit, ils ne signifient rien pour elle car ce ne sont que des « paroles » – des mots vides. La chanson a connu un grand succès en France et à l'étranger, notamment au Japon et au Mexique, devenant l'une des chansons françaises les plus reconnaissables de tous les temps. Le premier clip vidéo est sorti en 2019, plus de 46 ans après la sortie des chansons.
Paroles… Paroles… est composée par Gianni Ferrio et écrite par Giancarlo del Re et Leo Chiosso. C'est l'adaptation d'une chanson italienne, Parole parole, de la chanteuse Mina et Alberto Lupo. La version de Dalida a suscité de nombreuses adaptations dans diverses langues, principalement grâce à sa carrière internationale. La chanson était une partie incontournable de son répertoire, l'emmenant dans des tournées en Europe, au Japon, en Amérique latine, dans le monde arabe et dans les pays francophones d'Afrique. Aujourd'hui, elle est considérée comme la chanson signature de Dalida et l'un des classiques de la chanson française.

## Postérité
Si l'expression « paroles, paroles » est entrée dans le langage courant dès sa sortie, elle a été reprise par les hommes politiques français, et la foule scande parfois le refrain pour faire taire un orateur jugé bonimenteur. Elle est depuis « utilisée pour évoquer ceux qui font des promesses et ne les tiennent jamais ».

## Genèse et enregistrement
Au début de 1972, le compositeur Gianni Ferrio et les paroliers Leo Chiosso et Giancarlo Del Re ont écrit la chanson Parole, parole en italien. Il a été créé comme un nouveau thème d'ouverture pour la populaire émission de télévision italienne Teatro 10 aux heures de grande écoute, dont ils étaient les créateurs de la bande originale. Les animateurs de l'émission, la chanteuse Mina et l'acteur Alberto Lupo, ont été les premiers à l'enregistrer, et elle est sortie en avril de la même année. La chanson a été un succès en Italie.
Le frère et producteur de Dalida, Orlando, était en Italie à l'époque et a remarqué la chanson. Il a rencontré le détenteur des droits et a proposé à Dalida d'enregistrer sa version, et elle a aimé l'idée. Pour la voix masculine, Dalida a décidé elle-même qu'elle demanderait à Alain Delon, son ami depuis 17 ans. Il a été ravi de l'offre et a immédiatement accepté. En 2011, Delon a révélé que dans les années 1960, ils avaient eu une romance que personne d'autre qu'eux ne connaissait,. Orlando a demandé à la jeune écrivaine Michaële d'écrire les mots car elle, comme Dalida, est née en Egypte et comprendrait l'accent italien de Dalida. Elle a accepté avec satisfaction et Delon a particulièrement aimé son texte, tout comme Dalida, qui a souhaité des modifications mineures, ce qui n'a pas eu lieu à cause de l'insistance de Michaële.
La musique a été enregistrée séparément du chant. Orlando et Guy Motta, chef d'orchestre de longue date de Dalida, ont fait un remake complet de l'instrumental, penché vers la bossa nova. Les voix ont également été enregistrées séparément. Au Studio Des Dames, Dalida a d'abord enregistré sa partie. Puis Delon éteignit les lumières, demanda un tabouret et, tout en regardant Dalida dans le noir, donna sa réponse à la bande son. Alain Delon a déclaré en 2006 qu'à la fin de la chanson, alors qu'il répétait les paroles "que tu es belle", Dalida riait constamment. Il se souvient lui avoir dit: "Je ne te dis pas "comme tu es belle" parce que ce sont les paroles, mais parce que tu es belle!"
Le mastering a été dirigé par Jean-Pierre Dupuy. En 2021, dans le documentaire "Archives secrètes", Orlando a expliqué qu'en studio, après que chacun avait enregistré sa partie, il avait demandé à Dalida et Delon de chanter la chanson ensemble, par plaisir. Il se souvient : "Il y avait une complicité qui n'était pas présente lorsqu'ils enregistraient chacun leurs voix séparément. Je me souviens avoir beaucoup regardé pendant le montage en pensant à leur "performance live" qu'ils improvisaient ensemble."

## Sortie et accueil
Le titre sort en France en 1973 et devient rapidement un des tubes de l'année 1973. La même année, la chanteuse adapte le titre en allemand «Worte, nur Worte». Classé dans plusieurs pays, le titre est une des chansons de Dalida qui se sont le plus exportées dans le monde.
La chanson s'est vendue à plus de 200 000 exemplaires en France en 1973, atteignant la 10e place des ventes en mars 1973. Elle a également été classée n°3 au Portugal et au Mexique, ainsi que n°28 au Japon.
La présence d'Alain Delon (retenu par des tournages à l'étranger) étant impossible pour promouvoir le titre, Dalida interprète sa chanson seule ou au téléphone. Lors de son interprétation sur la scène de l'Olympia, ce sont d'autres chanteurs qui, projetés sur grand écran, donnent la réplique à Dalida.

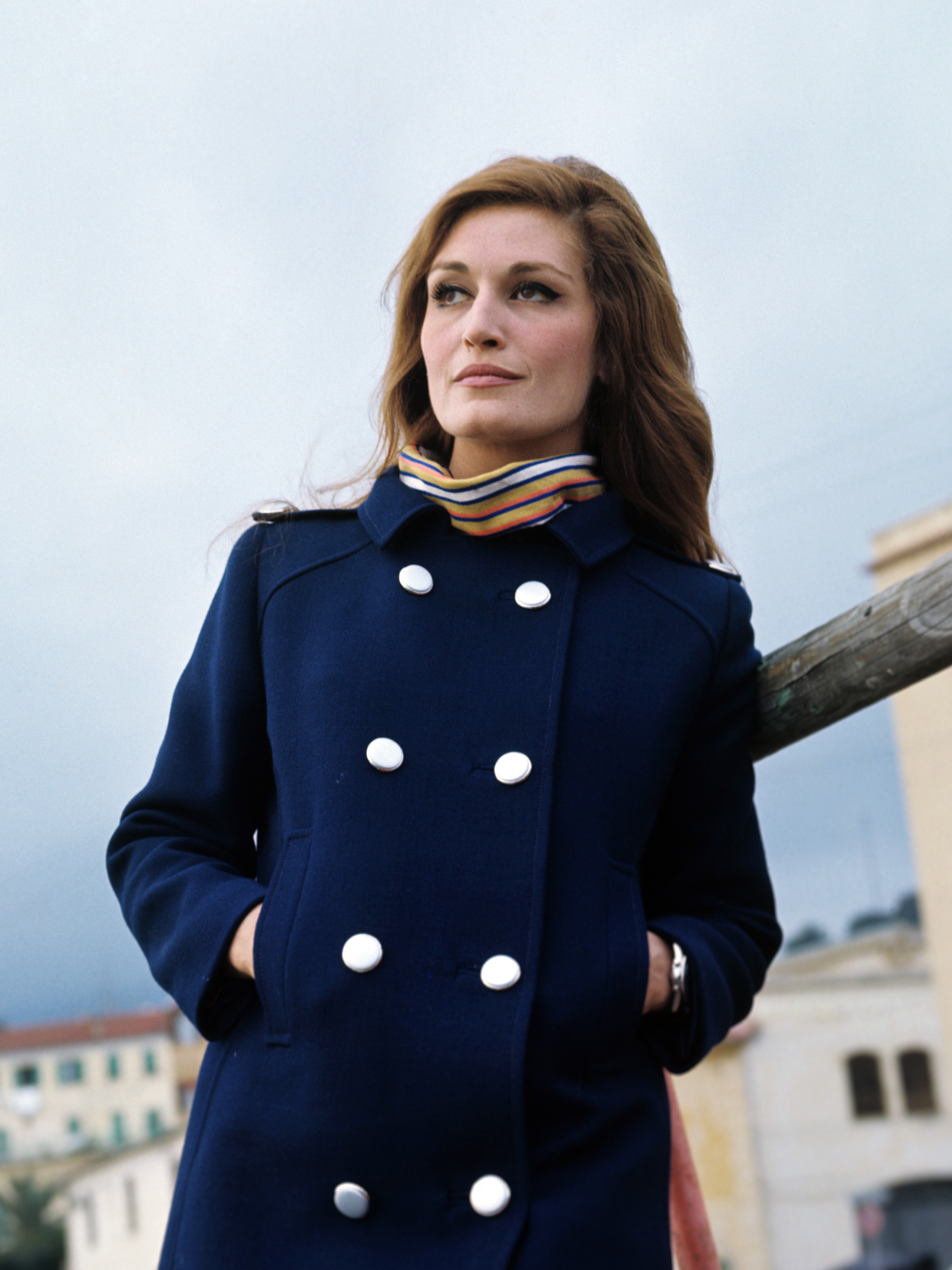
Dalida à la fin des années 1960.

Le seul clip vidéo officiel de Paroles, paroles est sorti le 25 février 2019. Il a été suivi d'un maxi-single picture disc de 12", sorti le 13 septembre 2019.

## Impact culturel
Au fil du temps, la chanson a acquis une importance énorme dans le monde comme l'une des chansons françaises les plus célèbres. Le titre lui-même s'est installé dans l'inconscient collectif et est devenu une formule utilisée dans le langage courant pour désigner ceux qui prononcent des mots creux,. Profondément ancrée en France, "Paroles, paroles" est incontournable pour être citée par les politiques en réponse aux promesses creuses de leur opposition,, voire pour être chantée comme l'a fait Marine Le Pen en 2012,. En même temps, la chanson est celle des comédiens matériau de prédilection pour les politiciens moqueurs,. En 2004, la chanson a été utilisée pour une campagne énergétique nationale en France.

## Adaptations et reprises
Après que Mina a sorti la chanson en 1972, la même année, quelques adaptations espagnoles et portugaises ont vu le jour sans succès. La version italienne a connu trois reprises peu remarquées, la première en 1991. En 1973, la sortie de Dalida a suscité de nombreuses adaptations dans diverses langues, en grande partie grâce à sa carrière internationale. Depuis lors, la chanson a été adaptée des dizaines de fois en plusieurs langues, presque toutes les sorties créditant Paroles... Paroles... de Dalida.
En français, le titre a connu plusieurs reprises et a également chanté en direct à la télévision par Céline Dion et Delon lui-même en 1997,.
En 2012, la chanson est commercialisée en remix par 2FrenchGuys.
En 2017 le trompettiste Ibrahim Maalouf interprète la chanson avec le chanteur M et Monica Bellucci.
En 2024, la chanteuse et drag queen internationale Nicky Doll utilise un sample de cette chanson dans son titre I had a dream. La même année, Julien Doré la chante avec Sharon Stone dans son album de reprises Imposteur.

## Dans la culture
La chanson est reprise dans le film de l'humoriste Artus, Un p'tit truc en plus.

## Classement hebdomadaire
| Classement (1973-1974) | Meilleure position | Ventes   |
| ---------------------- | ------------------ | -------- |
| Turquie                | 17                 | NC       |
| Wallonie               | 4                  | NC       |
| Mexique                | 3                  | NC       |
| Portugal               | 3                  | NC       |
| Japon                  | 28                 | +210 000 |
| France (SNEP)          | 10                 | +200 000 |
| Région flamande        | 10                 | NC       |

| Classement (2016-2017) | Meilleure position |
| ---------------------- | ------------------ |
| France                 | 162                |